# Segona batalla del Dòiran
La Segona batalla del Dòiran va ser una batalla entre les forces de Bulgària i l'Imperi Britànic entre el 22 d'abril i el 8 de maig de 1917, com a part de la Campanya de Sèrbia de la Primera Guerra Mundial.

## Planificació
Durant la Segona Conferència del Consell Militar dels Aliats es va decidir continuar amb els intents d'un gran avanç. La tasca de les forces dels Aliats en el front macedoni era infligir grans derrotes a l'exèrcit búlgar i provocar una àmplia bretxa en els Balcans en un temps relativament curt. El comandament aliat, que esperava reforços, va planejar un assalt important en direcció cap a Vàrdar i Doiran.
En 1917, la 2a (Tràcia) Divisió d'infanteria búlgara va ser substituïda en Doiran per la 9a (Pleven) Divisió d'infanteria, sota el comandament del coronel Vladimir Vazov.

## Els primers atacs
El 9 i 10 de febrer de 1917, els aliats van atacar al 33è (Svishtov) Regiment i al 34è (Troia) Regiment, però van ser rebutjats per un contraatac decisiu del 34è (Troia) Regiment. L'avanç britànic del 21 de febrer va ser rebutjat per l'artilleria búlgara després d'una batalla de dos dies.
El comandament aliat va trobar que les posicions búlgares estaven millor fortificades que l'any anterior, pel que va ordenar un bombardeig d'artilleria sistemàtic sobre aquestes defenses. Mentrestant, va continuar el desenvolupament de l'avanç sobre el terreny fins a arribar a 800–1500 m de les línies defensives de la 9a (Pleven) Divisió. Per fer l'avanç, els britànics va concentrar tres divisions (22a, 26a i 60a), amb la seva artilleria (més de 43.000 homes, 160 canons, 110 morters i 440 metralladores). L'objectiu no diferia molt de la batalla en l'any anterior, i la força principal estava en una part davantera de 5–6 km prop de Kaletepe.
El pronòstic del comandament búlgar sobre una gran ofensiva aliada va ser confirmada per la intel·ligència. La 9a (Pleven) Divisió va ser reforçada fins a un total de 30.000 homes, 147 canons, 35 morters i 130 metralladores. D'acord amb les ordres de l'alt comandament, el front es va dividir en tres zones amb diferents amples:
- Zona dreta, entre el riu Vàrdar fins a Varovita (13 km d'ample), defensat per la 1a Brigada (6 companyies amb 48 canons, 12 morters i 56 metralladores);
- Zona centre, entre Varovita i Karakondzula, (4 km d'ample), defensat pel 57è Regiment (3 companyies);
- Zona esquerra, entre Karakondzula i el llac Dòiran, (9 km d'ample), defensat per la 2a Brigada (6 companyies, 76 canons, 19 morters i 52 metralladores).

## Les posicions defensives búlgares

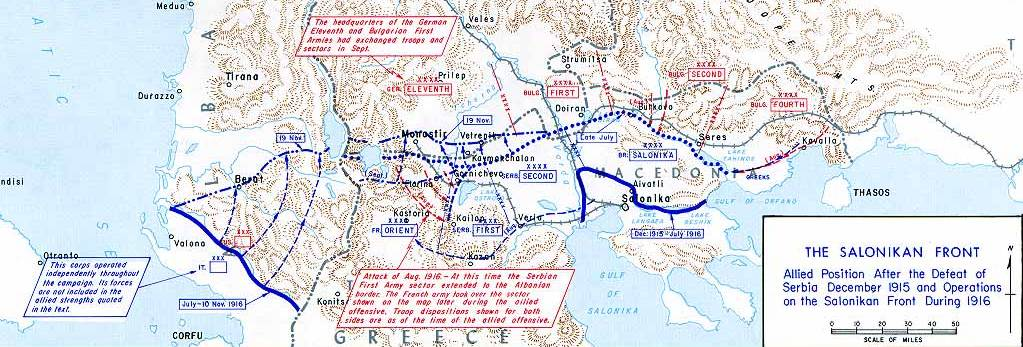
Front de Macedònia, 1916-1917

En 1917 es va millorar encara més les posicions i les fortificacions defensives búlgares. Es va incloure dues posicions principals amb dues fileres de trinxeres contínues d'1,5–2 metres de profunditat, separades entre 200 i 1000 m de distància, i enllaçades amb passadissos per a comunicar-se. Davant d'aquestes posicions hi havia un sistema de dues línies de filats. Entre les files de trinxeres es van afegir, refugis, nius de metralladores, i es van construir bateries enfonsades. Darrere d'aquestes defenses estaven concentrades les galeries de formigó, posicions de foc per a l'artilleria i plataformes per a la munició. Enfront de la posició principal havia fortificacions més petites, amb unes posició secundàries parcialment construïdes a 2–5 km darrere seu.

## Batalla

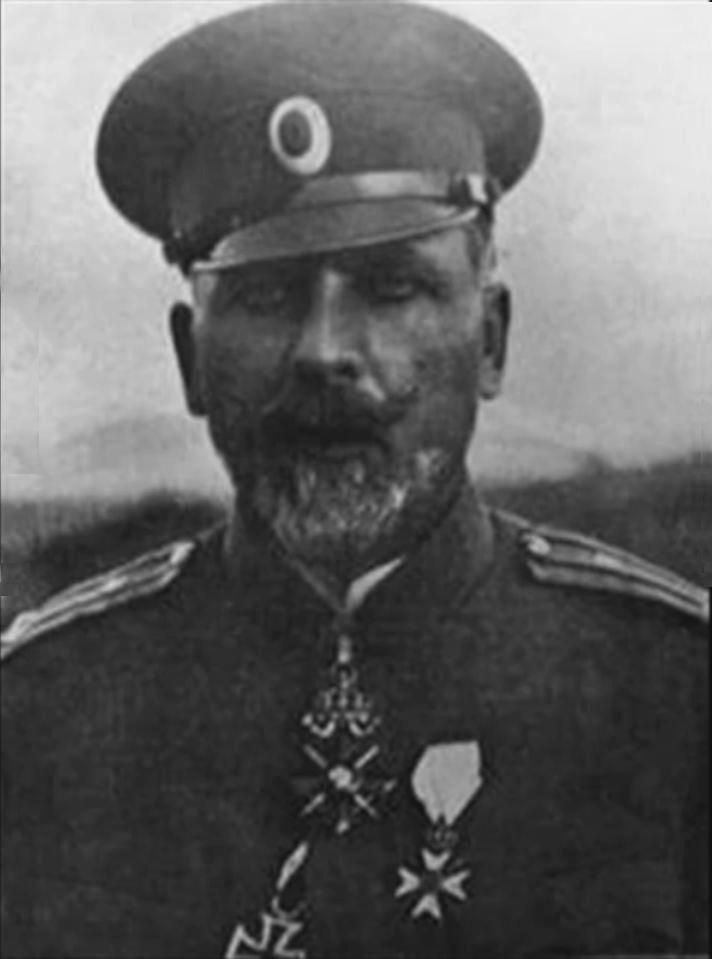
Vladimir Vazov va ser un militar destacat. La seva defensa victoriosa del Dòiran el va convertir en un heroi per als búlgars

La batalla per avançar cap a les posicions búlgares a va començar el 22 d'abril i va continuar intermitentment fins al 9 de maig de 1917. L'assalt va començar amb una fort bombardeig d'artilleria durant quatre dies en què els britànics van disparar al voltant de 100.000 obusos. Com a resultat, van provocar moviments de terres i algunes estructures de fusta de les posicions capdavanteres van ser destruïdes. Els búlgars també van obrir foc amb les bateries entre Vàrdar i Dorian. La lluita inicial de diverses hores entre les bateries britàniques i búlgares va ser seguida pel bombardeig búlgar d'una hora en què es van disparar 10.000 projectils. Vladimir Vazov va ordenar fer foc durant tot el dia i tota la nit sobre les posicions aliades.
La infanteria britànica va començar el seu atac en la nit del 24-25 d'abril. Dotze companyies van atacar a la zona esquerra del front, a la 2a Brigada búlgara, i després d'una lluita sagnant van aconseguir prendre les posicions «Nerezov», «Knyaz Boris» i «Pazardzhik». Després d'un contraatac búlgar, els britànics van ser rebutjats amb grans baixes i a les 8.00 h es van retirar del tot. Els atacs britànics en les zones dreta i centre també van ser rebutjats amb grans baixes degut al suport de l'artilleria búlgara.
Els atacs britànics durant els següents dos dies van ser derrotats pel constant foc búlgar i pels contraatacs. A causa d'aquest foc, els britànics es van retirar a les seves posicions inicials del 27 d'abril, i els búlgars van començar immediatament a reconstruir les fortificacions destruïdes.
A causa de les crítiques del seu alt comandament, els britànics van fer nous intents per a avançar. El 8 de maig, després d'una llarg bombardeig d'artilleria, van començar un altre atac. L'assalt principal va començar a les 9.00 h amb cinc onades de tropes britàniques que van atacar les posicions búlgares. Després de quatre atacs durant la nit del 8-9 de maig, els britànics van ser derrotats i van patir enormes baixes. Un corresponsal del Times va escriure que els soldats britànics anomenaven «la vall de la mort» al punt «Boris». El duel d'artilleria va continuar fins al 9 de maig, però a causa de les fortes baixes els britànics van haver d'abandonar tots els atacs.
Els britànics van perdre 12.000 homes entre morts, ferits i presoners, dels quals més de 2.250 van ser enterrats pels defensors búlgars. Les pèrdues de la 9a (Pleven) Divisió d'infanteria van ser 2.000 homes, dels quals 900 van morir a causa de malalties i ferides.

## Conseqüències
El coronel Vladimir Vazov va ser promogut a General Major.
Els 16 mesos següents, el front va ser relativament tranquil a part d'escaramusses locals. Els dos contingents van utilitzar aquest temps per a enfortir i consolidar encara més les seves posicions. El 1918, un atac massiu anglo-grec va ser rebutjat per la 9a (Pleven) Divisió en la tercera batalla del Dòiran.